# Beck – Spår i mörker
Beck – Spår i mörker är en svensk thrillerfilm från 1997. Detta är den åttonde och avslutande filmen i den första omgången med Peter Haber och Mikael Persbrandt i huvudrollerna.

## Handling
Bestialiska mord begås på slumpvis utvalda passagerare i Stockholms tunnelbana. Martin Beck är tillsammans med sin kollega Lena Klingström på väg på fjällsemester, men blir mot sin vilja inkopplad på fallet. Med ett massivt tryck från såväl allmänheten som massmedia och överordnade inom polisen får Beck och hans grupp till slut en inblick i en fasansfull verklighet som man inte trodde existerade. Filmen är tillåten från 15 år.

## Om filmen
Spår i mörker är känd som Sveriges första riktiga cyberpunk-film. Det rådde från början stor osäkerhet om filmen överhuvudtaget kunde spelas in, då SL först vägrade att släppa ned filmbolaget i tunnelbanan. Man befarade från SL:s sida att resenärerna skulle kunna skrämmas av tanken att alla ljusen i tunnelbanan kunde släckas (vilket de i praktiken inte kan). Filmteamet började undersöka möjligheten att spela in filmen på annat håll, men hittade ingen tunnelbana som var tillräckligt lik Stockholms tunnelbana. Villkoret för att man skulle få filma i tunnelbanan var att man fejkade vissa saker, till exempel att ljuset slocknar i hela tunnelbanan när strömmen går, vilket det inte gör i verkligheten. Filmen är inspelad i tunnlar och tunnelgångar runt om i Stockholm.
Tunnelbaneperrongen där gärningspersonerna grips i slutet av filmen ska föreställa Odenplan, men scenen spelades in på S:t Eriksplans tunnelbanestation.

## Rollista
- Peter Haber – Martin Beck
- Mikael Persbrandt – Gunvald Larsson
- Stina Rautelin – Lena Klingström
- Per Morberg – Joakim Wersén
- Ingvar Hirdwall – Martins Becks granne
- Rebecka Hemse – Inger, Martins dotter
- Lasse Lindroth – Peter, Ingers sambo
- Fredrik Ultvedt – Jens Loftegård, kriminalassistent
- Michael Nyqvist – John Banck, kriminalassistent
- Anna Ulrica Ericsson – Yvonne Jäder, kriminalassistent

I detta avsnitt:
- Carlo Schmidt – Erik Lindgren, tunneltågförare
- Cecilia Häll – Annika Lindgren
- Kasper Lindström – Jens
- Daniel Larsson – Stefan
- Björn Granath – pappan
- Ulf Eklund – Bengt Nihlfors, trafiklandstingsråd
- Margareta Niss – Ernström
- Victor Hammar – Ingers son
- Palle Granditsky – Hasse Lundgren
- Staffan Göthe – Magnusson
- Boman Oscarsson – journalist
- Donald Högberg – SL:s personalchef
- Ingela Sahlin – kvinna på perrong
- Gunnar Ernblad – Existensen